# Kraftwerk Rupperswil-Auenstein
Das Kraftwerk Rupperswil-Auenstein (KRA) ist ein Laufwasserkraftwerk an der Aare, zwischen den Aargauer Gemeinden Rupperswil und Auenstein. Es ist seit Herbst 2020 im alleinigen Besitz der Schweizerischen Bundesbahnen und produziert nach einem grösseren Umbau rund 10 Prozent des gesamten Bahnstrombedarfs der SBB.

## Geschichte
Die Anlage wurde ab dem Jahre 1941 geplant zur Deckung des steigenden Energiebedarf. Aufgrund von Brennstoffmangel wegen des Zweiten Weltkrieges stieg der Verbrauch an Elektrizität im Versorgungsgebiet der Nordostschweizerische Kraftwerke (NOK), dem Vorläufer der heutigen Axpo AG. Gleichzeitig war die SBB auf der Suche nach einer Möglichkeit ein Kraftwerk für die Erzeugung von Bahnstrom zu bauen. Ein erstes Projekt liess sich wegen Widerstands der Jura-Cement-Fabriken nicht realisieren. Die SBB erkämpften sich die Wasserrechte für den Bau des Kraftwerks mithilfe der im damaligen Wasserrecht vorgesehenen Möglichkeit, dass der Bund die Benutzung eines Gewässers für seine Verkehrsbetriebe in Anspruch nehmen konnte und dafür eine unbegrenzte Kommission erhielt.
Im Juni 1941 wurde die Kraftwerk Rupperswil-Auenstein AG mit Sitz in Aarau gegründet, welche die Besitzerin und Betreiberin der zu bauenden Anlage war. Aktionäre waren die NOK mit einem Anteil von 45 % und die Schweizerischen Bundesbahnen (SBB) mit einem Anteil von 55 %. Beide Aktionäre hatten ein Anrecht auf die Hälfte der erzeugten Energie.
Auf das Ende des Hydrologischen Jahres 2018/2019 übernahm die SBB den Anteil der Axpo, womit sie alleinige Besitzerin des Kraftwerks wurde. Die Kraftwerk Rupperswil-Auenstein AG wurde aufgelöst. Im Juli 2020 begannen die Teilsanierungsarbeiten des Kraftwerks, für welche 43 Mio. SFr. Investiert werden. Die Arbeiten sollen ein Jahr dauern, wobei der dreiphase Drehstromgenerator durch einen einphasigen Generator, ausgeführt als Schenkelpolmaschine, ersetzt wird. Das Hauptkraftwerk produziert nur noch Bahnstrom und ist in der Lage ungefähr 10 % des gesamten Bahnstrombedarfs der SBB zu decken. Die unbeschränkte Konzession wurde 2022 durch eine übliche Konzession ersetzt.

## Bau
In der zweiten Hälfte des Jahres 1942 wurden die Arbeiten zum Bau des Kraftwerkes vergeben. Trotz den Kriegsjahren waren etwa 1050 Mann auf der Baustelle beschäftigt. Die Baukosten des Kraftwerkes wurden 1943 auf 50 Mio. CHF geschätzt. Der Aushub von 2,2 Mio. m³ Erdreich für den Unterwasserkanal war besonders aufwändig. Das Material wurde verwendet um zwischen der Mündung der Suhre und dem Stauwehr einen Damm aufzuschütten und tiefliegendes Gelände bei Biberstein, Auenstein und Wildegg aufzufüllen. Ein kleinerer Teil wurde auch für die Herstellung von Beton verwendet.
Für die Transporte des Aushubes wurde eine Werksbahn mit einer Spurweite von 75 cm angelegt. Eine der verwendeten Dampflokomotiven befindet sich heute seit 1999 im Besitz der Schinznacher Baumschulbahn. Sie wurde 1944 von SLM gebaut und wurde als Nr. 11 Wildegg eingestellt. Bei der Baumschulbahn trägt sie den Namen Molly.
Mit dem Bau der Kanaldämme wurde der Oberwasserkanal der Spinnerei Steiner in Rupperswil beim Einlaufbauwerk aus der Aare abgeschnitten.

## Technik
Das Kraftwerk weist eine Leistung von 40 MW auf, die von zwei Kaplan-Turbinen aufgebracht wird. Es nutzt das Gefälle der Aare auf einer Flusslänge von 7,3 km, das eine mittlere Fallhöhe von knapp elf Metern ergibt. Der Generator der nördlich angeordneten Turbinengruppe erzeugte 50 Hz-Strom für die Landesversorgung, wurde aber in den Jahren 2020 und 2021 durch einen 16,7 Hz-Bahnstromgenerator ersetzt, der Generator der südlich angeordneten Gruppe erzeugt von Beginn an Bahnstrom.
Die mittlere Jahresproduktion beträgt 212 Mio. kWh. Die gewonnene Energie wird einem Gemeinschaftsunterwerk zugeführt und von dort aus überwiegend durch Dreh- und Bahnstromleitungen weitertransportiert. Mit Ausnahme der Bahnstromleitung nach Kerzers handelt es sich dabei um Hybridleitungen mit je drei Drehstrom-Bündelleiter und vier Bahnstromleiter. Die Freileitungsmasten wurden für eine Spannungsebene von 220 kV von den NOK erstellt. Eine Ausnahme bildet die Bahnstromleitung Rupperswil-Muttenz.

## Bilder

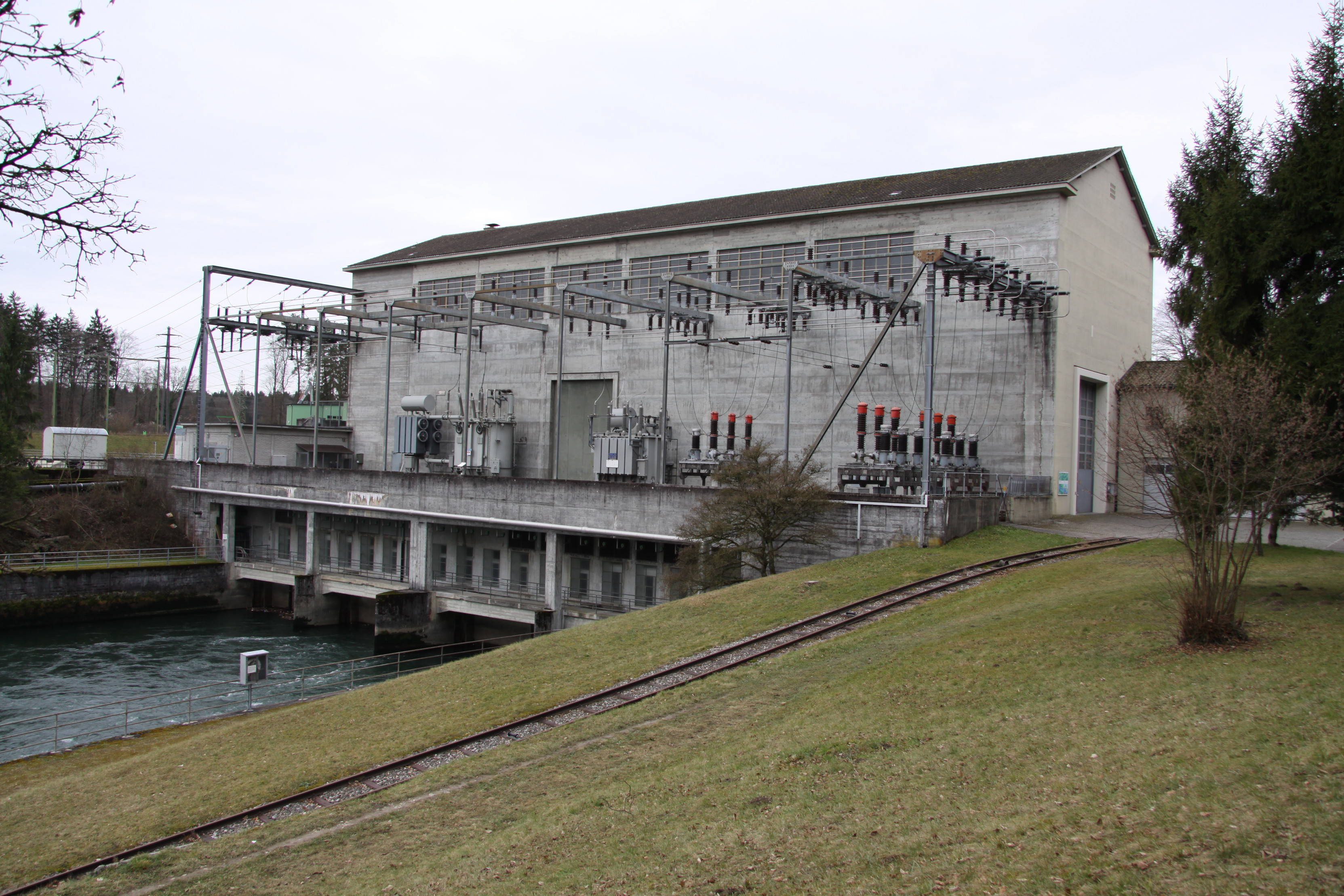
Unterwasserseite des Maschinenhauses
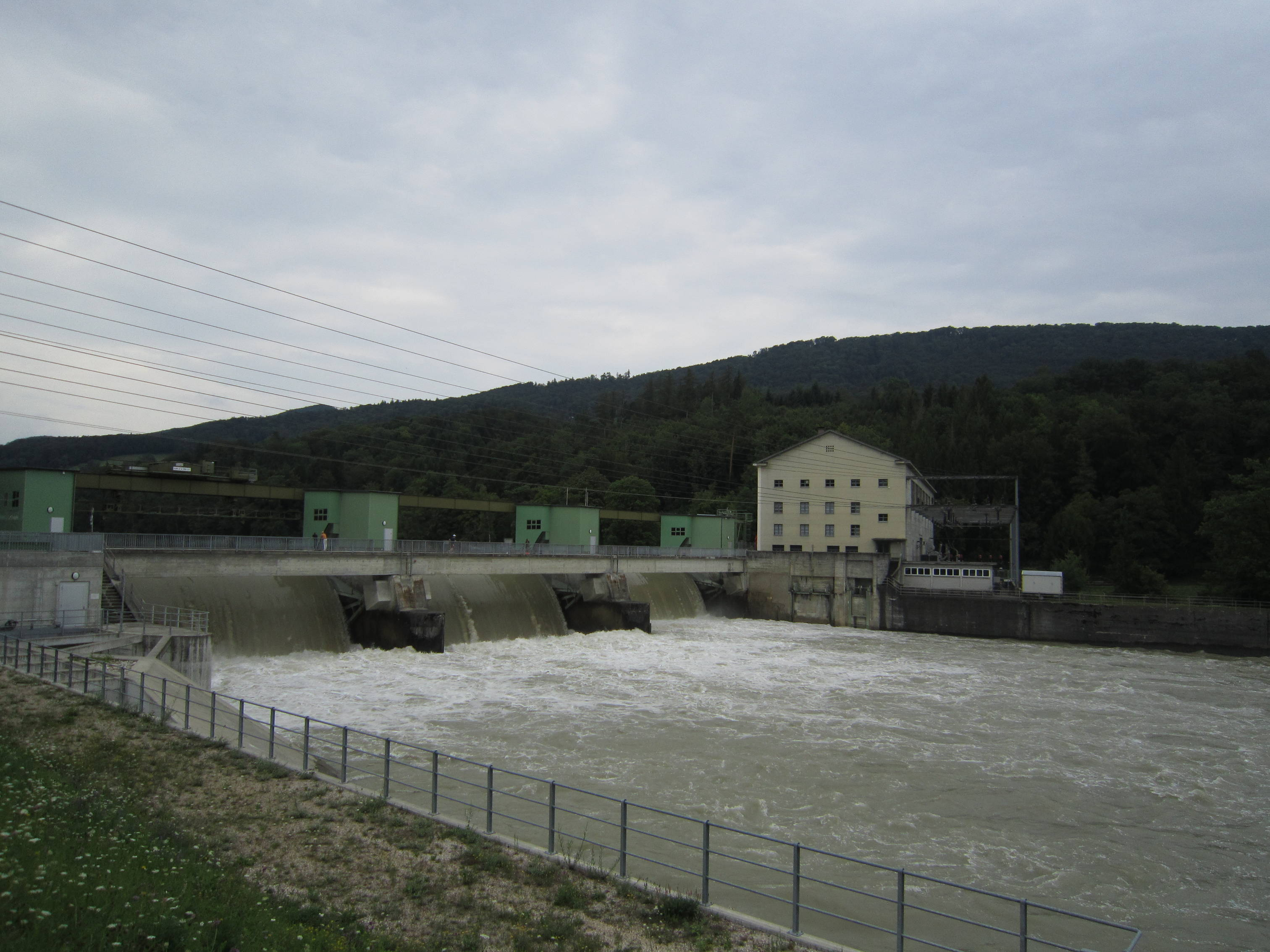
Wehr bei einem Abfluss von ungefähr 660m3/s
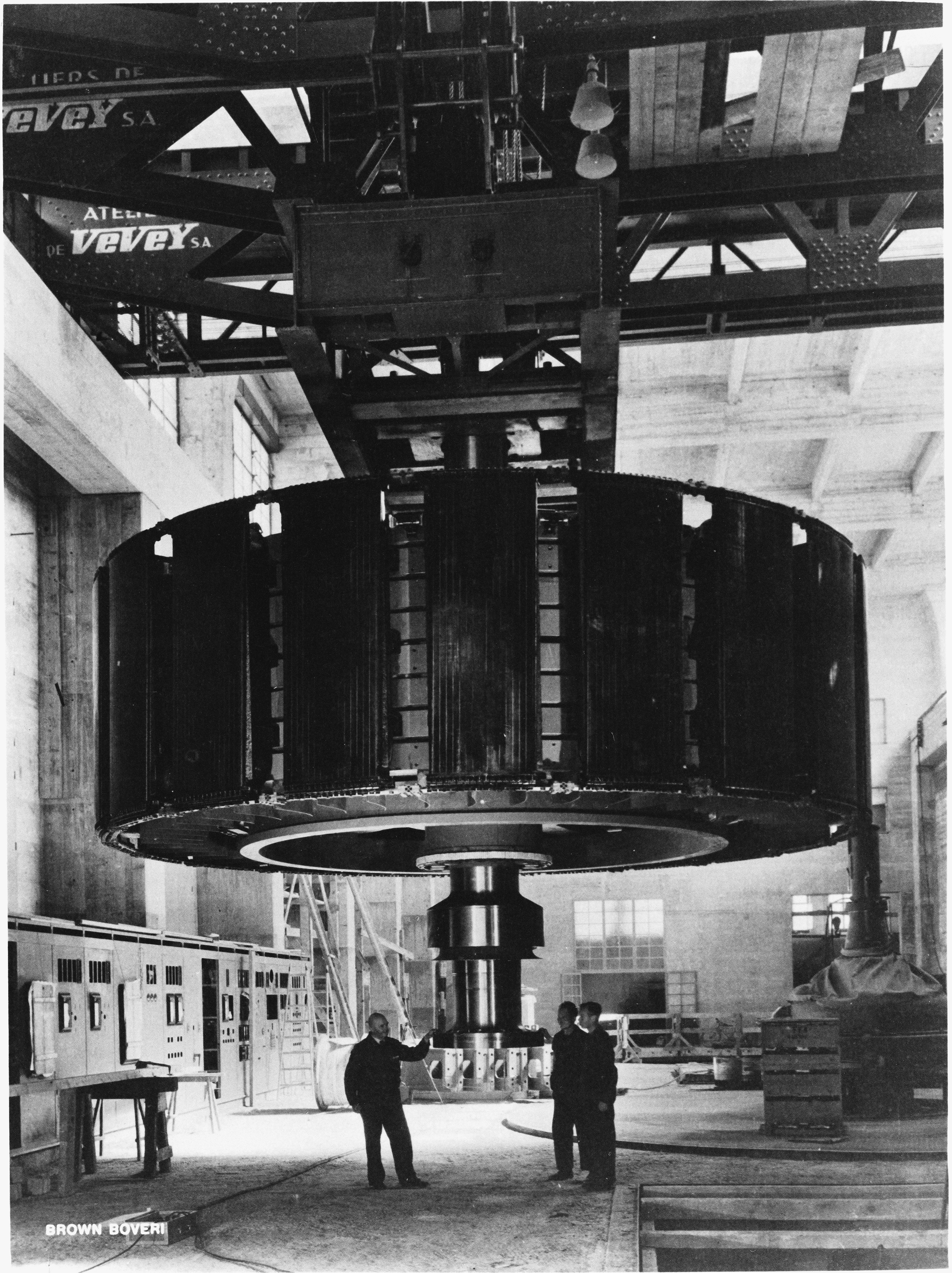
Rotor des Bahnstromgenerators beim Einbau